# Cryptotis mexicana
Cryptotis mexicana là một loài động vật có vú trong họ Chuột chù, bộ Soricomorpha. Loài này được Coues mô tả năm 1877.